# Poliaspis casuarinicola
Poliaspis casuarinicola är en insektsart som beskrevs av Karl Hermann Leonhard Lindinger 1943. Poliaspis casuarinicola ingår i släktet Poliaspis och familjen pansarsköldlöss. Inga underarter finns listade i Catalogue of Life.